# Ha-eda ha-charedit
Ha-eda ha-charedit (hebrejsky העדה החרדית‎, někdy pouze Eda charedit) je židovský antisionistický rabínský orgán ve městě Jeruzalém, který se považuje za opozici vůči oficiálnímu Vrchnímu rabinátu Izraele. Byl založen rabínem Josefem Chajimem Sonnenfeldem.
Rabíni sdružení v Eda charedit zastávali vždy ostře protisionistické postoje. Spolupracovali mj. s antisionistickou organizací Neturej Karta. Jeden z významných rabínů v čele tohoto orgánu byl Joel Teitelbaum ze Satmaru.
Rabíni, kteří stáli v čele Eda charedit:
- Josef Chajim Sonnenfeld — (1920–1932)
- Josef Cvi Dušinsky — (1932–1948)
- Zelig Reuven Bengis — (1948–1953)
- Joel Teitelbaum ze Satmaru — (1953–1979)
- Jicchok Jaakov Weiss — (1979–1989)
- Moše Arje Freund — (1989–1996)
- Jisroel Moše Dušinsky — (1996–2002)
- Jicchok Tuvia Weiss — (2002–současnost)